# Рингвуд (Оклахома)
Рингвуд (енгл. Ringwood) град је у америчкој савезној држави Оклахома.

## Демографија
По попису из 2010. године број становника је 497, што је 73 (17,2%) становника више него 2000. године.
| Група             | 2000.       | 2010.       |
| Белци             | 265 (62,5%) | 231 (46,5%) |
| Афроамериканци    | 1 (0,2%)    | 3 (0,6%)    |
| Азијати           | 0 (0,0%)    | 0 (0,0%)    |
| Хиспаноамериканци | 155 (36,6%) | 250 (50,3%) |
| Укупно            | 424         | 497         |